# Аудата
Аудата (дав.-гр. Αὐδάτη (правила у 359—336 до н. е.) — іллірійська принцеса та македонська цариця IV століття до н. е.
У 359 році до н. е. Аудата вийшла заміж за македонського царя Філіпа II, ставши царицею Македонії. Вона була племінницею або дочкою дарданского царя Барділа, припускають, що Аудата могла бути родичкою Еврідіки I, матері Філіппа. Для того, щоб зосередитися на внутрішній боротьбі та зміцненні своєї влади, Філіпп пішов на мирні переговори з Барділом, ціною поступки частини Верхньої Македонії, скріпивши договір шлюбом з Аудатою. Цей шлюб був єдиним збереженим свідоцтвом про договір. Підписання миру стримало наступ дарданців, що дало час Філіппу для підготовки та консолідації сил. Зміцнивши свою владу, він відновлює війну з Барділом і перемагає його у вирішальній битві при Гераклеї Лінкестіс.
Аудата була першою або другою дружиною Філіпа II, після весілля взяла ім'я Еврідіка в честь матері Філіппа. Імовірно, це було зроблено з династичних міркувань, оскільки вона офіційно стала царицею. Можливо сам Філіпп вирішив змінити іллірійське ім'я Аудата на більш грецьке, щоб показати, що її статус змінився. Після одруження Філіппа з епірською принцесою Олімпіадою, становище Аудати змінюється. Амбіційна Олімпіада стає головною жінкою Філіппа.
Аудата зберегла в собі іллірійські традиції і передавала їх своїм нащадкам. Свою дочку від Філіппа, Кінану, вчила верховій їзді, полюванню та володінню зброєю. Сама Кінана також цьому вчила свою дочку Еврідіку. Дослідники припускають, що Еврідіка ще була жива під час весілля своєї внучки з Амінтою, небіжом Філіппа II. Через те, що остання дружина Філіппа II, Клеопатра, отримала після одруження ім'я Еврідіка, вважається, що Аудати вже не було в живих.